# Sayaji Rao II Gaikwar
Shrimant Maharaja Sayaji Rao II Gaikwar, Sena Khas Khel Shamsher Bahadur fou regent i maharajà de Baroda. Era el tercer fill de Govind Rao Gaikwar, i va succeir en la regència al seu germà Fateh Singh Rao Gaikwar (II), governant pel germà gran Anand Rao Gaikwar.
Va néixer a Baroda el 3 de maig de 1800 i va assolir la regència a la mort del seu germà el 23 de juny de 1818, sent investit com a hereu presumpte amb títol de Yuvaraj el 19 d'agost de 1818 i proclamat regent oficialment a la dewankhana de Baroda el 23 d'agost de 1818. A la mort del seu germà Anand Rao Gaikwar el 2 d'octubre de 1819 va ser proclamar maharajà a la dewankhana de Baroda del 5 d'octubre de 1818.
El 1820 la comissió que tenia al resident britànic al front i havia regit el principat durant la vida d'Anand Rao, fou abolida i el Gaikwar va nomenar dos ministres però com que no se'n refiava va posar a Mir Sarfaraz Ali per vigilar-los. L'estat va entrar en problemes financers, ja que el príncep refusava seguir els consells del resident; finalment el Gaikwar va accedir a fer cessions septennals de mahals a persones respectables, en lloc de cessions anyals i a persones dubtoses; van seguir algunes intrigues i un dels ministres va dimitir i es van nomenar dos diwans adjunts.
El 1828 Sir John Malcom, governador de Bombai va llençar una proclama anunciant el segrest temporal de les terres de Petlad, Dabhoi, Kadi, Amreli, i altres per un valor anual estimat de 10 lakhs; el 1830 la mesura es va renovar i amb els ingressos es va poder organitzar el contingent de 3000 cavalls; aquest segon segrest fou anul·lat per la Cort de Directors el 1832 i el territori fou restaurat al maharajà; el 1831 Malcom fou substituït per Lord Clare que va intentar mesures conciliatòries per fer oblidar les decisions anteriors, i es van prendre mesures per satisfer els creditors de l'estat mentre el Gaikwar comprometia personalment el manteniment del contingent militar en adequades condicions.
Però aviat el mal govern va retornar. El 1838 es va considerar la decisió de deposar Sayaji Rao, però el 1839 aquest va fer completa submissió i va expressar el desig de satisfer les indicacions dels conseller britànics. Es va introduir un nou i millor sistema d'administració al Kathiawar i es van pagar compensacions pels robatoris del ciutadans de Baroda. Tot i així encara van restar algunes pràctiques corruptes.
Va morir a Baroda el 28 de desembre de 1847 i fou succeït pel seu fill gran Ganpat Rao Gaikwar. Es va casar dues vegades; la primera va tenir cinc fills i quatre filles; la segona un fill i sis filles; va tenir a més a més altres quatre fills i dues filles.